# 러시아식 질문
러시아식 질문(러시아어: Русский вопрос, The Russian Question, Russkiy Vopros)은 에서 제작된 미하일 롬 감독의 영화이다. 브셀볼로드 악쇼노프 등이 주연으로 출연하였다.

## 출연

### 주연
- 브셀볼로드 악쇼노프
- 예레나 쿠즈미나

### 조연
- Viktor Dragunsky
- 게오르지 게오르지우

## 제작진
- 원작자: Konstantin Simonov
- 미술: Semyon Mandel

## 수상
- 1948 - 소련 국가상
- 1991 - 베를린 국제 영화제